# Bourreria longiflora
Bourreria longiflora är en strävbladig växtart som beskrevs av Ivan Murray Johnston. Bourreria longiflora ingår i släktet Bourreria och familjen strävbladiga växter. Inga underarter finns listade i Catalogue of Life.